# 마이걸 (2008년 드라마)
《마이걸》(영어: My Girl)는 2008년 방영된 필리핀의 드라마이다. 지난 2005년 한국 드라마 《마이걸》을 원작으로 한 작품이다.

## 같이 보기
- 마이걸